# August Seybold
August Seybold (* 7. Dezember 1901 in Heidenheim an der Brenz; † 11. Dezember 1965 in Heidelberg) war ein deutscher Botaniker und Hochschullehrer.

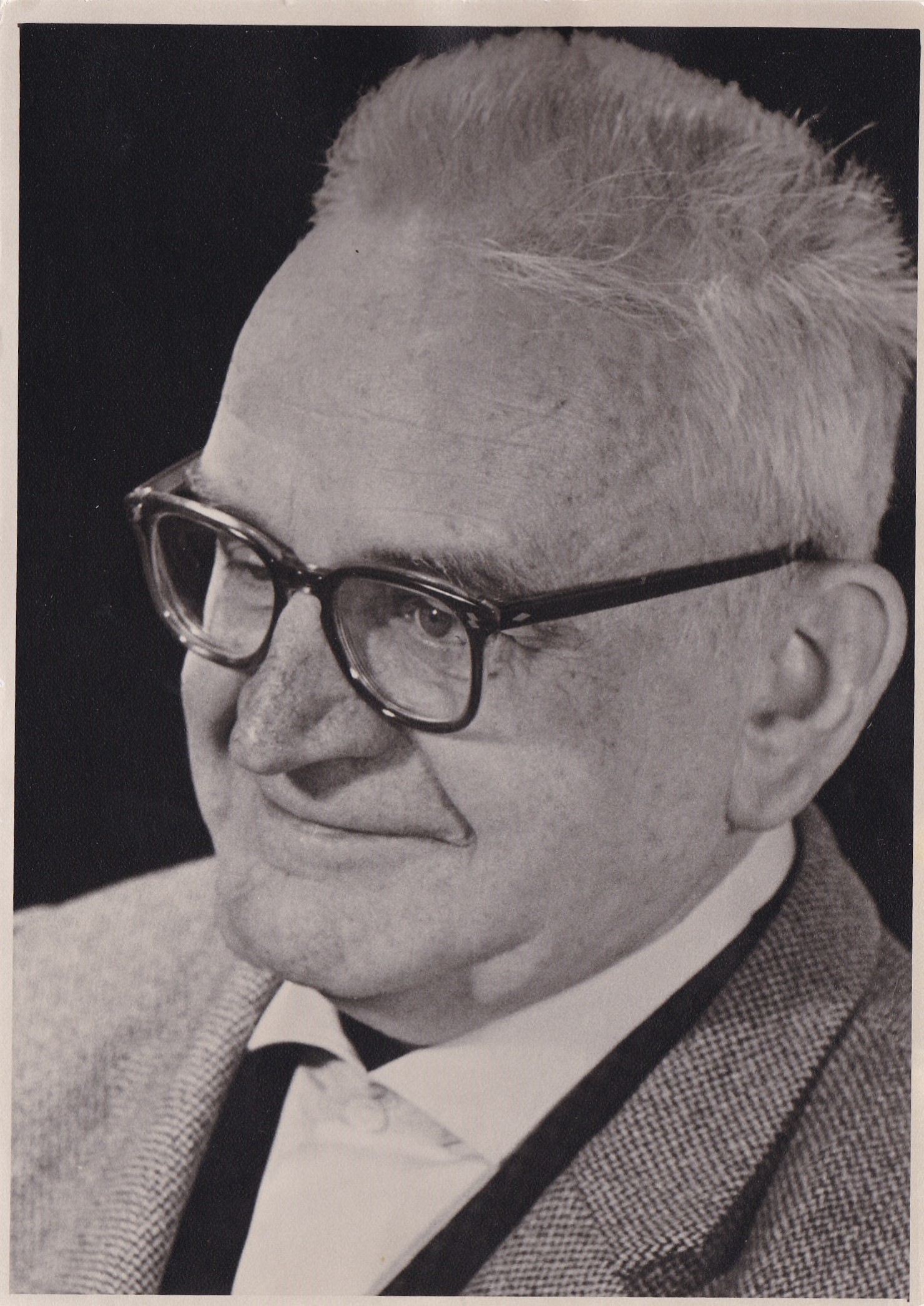
August Seybold 1963

## Leben und Wirken
Seybold, der 1925 in München promovierte, war ab 1934 Professor in Heidelberg. Er wurde gegen den Willen der Fakultät vom Rektor der Universität, Wilhelm Groh, eingesetzt, wobei dafür Ute Deichmann zufolge seine politische Einstellung der entscheidende Grund war. Er forderte ein Lese-Verbot der Zeitschrift Nature, sympathisierte mit der sogenannten Deutschen Physik und hatte eine offen pro-nationalsozialistische Haltung; er war förderndes Mitglied der SS. Auch scheute er sich nicht, seinen Vorgänger Ludwig Jost politisch zu denunzieren. Nach Ende der NS-Zeit unterstützte er nicht die 1933 entlassene Gerta von Ubisch bei der Durchsetzung ihrer Wiedergutmachungsansprüche. Im Jahr 1937 wurde er zum Mitglied der Leopoldina gewählt. Im gleichen Jahr wurde er ordentliches Mitglied der Heidelberger Akademie der Wissenschaften.
Seybold forschte zunächst (und nach 1945 wieder) über die Transpiration der Pflanzen, dann mit seinen Assistenten auch über Chlorophylle und andere Pflanzenfarbstoffe, außerdem über die Verbreitung von Vitamin C in Pflanzen. Ab 1940 – von der 50. Auflage an – bearbeitete er das Lehrbuch der Botanik von Otto Schmeil.

## Werke
- Vinum – Der Wein vom Alten und Neuen. Ein Wein-Lese-Buch, Quelle & Meyer, Heidelberg 1962
- Zur Physiologie des Chlorophylls. Weiß, Heidelberg 1940 (Sitzungsberichte der Heidelberger Akademie der Wissenschaften, Mathematisch-Naturwissenschaftliche Klasse, Jg. 1940, Abh. 8)
- mit Karl Egle: Untersuchungen über Chlorophylle. Weiß, Heidelberg 1939 (Sitzungsberichte der Heidelberger Akademie der Wissenschaften, Mathematisch-Naturwissenschaftliche Klasse, Jg. 1939, Abh. 1)
- Die physikalische Komponente der pflanzlichen Transpiration. Julius Springer, Berlin 1929
- Zur Klärung des Xerophytenproblems. Amsterdam 1928
- Untersuchungen über die Formgestaltung der Blätter der Angiospermen. Gebr. Bornträger, Leipzig 1927
- Über die Drehung bei der Entfaltungsbewegung der Blätter. Fischer, Jena 1925 (Botanische Abhandlungen, Heft 6; zugl.: München, Phil. Diss., 1924)